# Zełena (hromada Wijtiwci)
Zełena (ukr. Зелена) – wieś na Ukrainie, w obwodzie chmielnickim, w rejonie chmielnickim, w hromadzie Wijtiwci. W 2001 liczyła 628 mieszkańców, spośród których 626 wskazało jako ojczysty język ukraiński, a 2 rosyjski.